# 배국남
배국남은 대한민국의 대중 문화 평론가이다.

## 학력
- 고려대학교 영문학과 졸업
- 서강대학교 언론대학원(석사)
- 서강대학교 영상대학원(박사 수료)

## 경력
- 한국일보 문화부에서 방송, 영화, 연예 담당 기자로서 13년 동안 재직[2]
- KBS 라디오 《문화예술마당》, MBC 라디오 《배국남 기자의 스타탐험》 등에서 대중 문화 평론가로서 활동
- 한성대학교 예술대학원에서 '스타론' 강의
- 충북대학교, 충남대학교 등에서 강의
- 마이데일리의 대중문화 전문기자
- 이투데이의 스포츠문화부장 및 대중문화 전문기자

## 저서
- 《여의도에는 낮에도 별이 뜬다》. 백년글사랑. 2002년. ISBN 8989580595
- 《스타성공학》. 이투데이. 2015년. ISBN 9791195113729
- 《스타란 무엇인가》. 논형. 2016년. {{ISBN|9788963571751}}